# Reppe
Reppe là một xã ở Pháp, vùng Bourgogne-Franche-Comté, tỉnh Territoire de Belfort.

## Thông tin nhân khẩu
Theo điều tra nhân khẩu năm 1999, xã này có dân số 235.
The estimation for 2006 was 270.